# Pueblo sosso
El pueblo sosso, también llamado Susu o Soussou, es un grupo étnico de África occidental, son uno de los pueblos Mandinga y viven principalmente en Guinea y el noroeste de Sierra Leona, particularmente en el distrito de Kambia. Siendo influyentes en Guinea, también se encuentran comunidades más pequeñas de habitantes de Susu en las vecinas Guinea-Bissau, Senegal y Malí.
Los sosso son una sociedad patrilineal, predominantemente musulmana, que favorecen los matrimonios endógamos de primos con hogares poligínicos comunes. [1] Tienen un sistema de castas como todos los pueblos de habla mandinga de África Occidental, donde los artesanos como herreros, carpinteros, músicos, joyeros y curtidores son castas separadas, y se cree que han descendido de la esclavitud de la época medieval.
Son descendientes de los fundadores del reino de Takrur en los siglos XII y XIII, tras la caída del Imperio de Ghana. Bajo el reinado de Sumanguru Kanté invadieron los territorios de los manden, enfrentándose finalmente a ellos en la Batalla de Kirina, donde la federación mandada por Sundiata Keïta los derrotó.